# Тренування та навчання українських військових за кордоном під час російського вторгнення
У таблиці позначені заходи згідно інформації яка є у відкритих джерелах під час російського вторгнення в Україну.
Станом на червень 2024 року, відбулися або тривають наступні заходи з підготовки та тренування українських військовослужбовців за кордоном:

## Заходи
23 червня 2022 конгресмени США внесли законопроєкт про підготовку українських льотчиків. Міністри оборони країн Європейського Союзу на зустрічі в Празі 30 серпня 2022 року погодилися розпочати роботу над схемою місії ЄС з військової допомоги Україні. Станом на 14 вересня 2022 близько 5 000 військовослужбовців ЗСУ пройшли підготовку в Британії. 27 жовтня 2022 року стало відомо що Україна формує нову аеромобільну бригаду на базі батальйонів які завершили підготовку у Великій Британії. 25 листопада 2022 стало відомо що Норвегія витратить 14,5 млн євро на фінансування тренувальної місії ЄС для України. 3 грудня 2022 стало відомо що Тренувальна місія ЄС для ЗСУ досягла повної оперативної готовності. 16 грудня 2022 стало відомо що у 2023 році понад 19 тисяч військових ЗСУ пройде навчання у Британії. 22 грудня 2022 року стало відомо що перша група українських військових завершила навчання в Чехії.
Станом на 6 січня 2023 року США навчили 3 100 українських військових починаючи з квітня, загалом в країнах НАТО підготували 12 000 українських солдатів. Франція станом на серпень 2023, допомогла у навчанні понад 6 000 українських військових у межах оборонної підтримки. У грудні 2023 стало відомо що Велика Британія підготувала понад 32 000 українських військовослужбовців.
5 січня 2024 року стало відомо у що навчанні українських військовослужбовців за кордоном беруть участь 34 країни. 7 червня Україна та Туреччина домовилися про співпрацю у сфері реабілітації військових. 19 жовтня було повідомлено що понад 100 тисяч військових України пройшли пiдготовку за кордоном, починаючи з 2022 року. 14 грудня стало відомо що ЄС та Японія допоможуть з навчанням розмінуванню ветеранів України.
Станом на 17 травня 2025 року понад 20 000 українських військовослужбовців завершили поглиблений військовий вишкіл в Німеччині у межах місія воєнного сприяння Європейського Союзу з підтримки України (EUMAM Ukraine).

#### Лікування українських військових закордоном
- 25.02.22 з'явилася інформація про лікування постраждалих українських військовослужбовців у Польщі.[18]
- 27.02.22 Румунія оголосила про прийом поранених українців до 11 військових госпіталів країни.[19]
- 06.03.22 стало відомо про лікування українських військовослужбовців у Німеччині.[20]
- 19.04.22 Польща оголосила про готовність додатково прийняти 10 000 поранених українських військових.[21]
- 02.05.22 стало відомо про лікування українських військових в Естонії.[22]
- 24.05.22 міністр оборони Литви повідомив про прийом українських військових на реабілітацію.[23]
- 01.10.22 міністерство оборони Іспанії повідомило, що військовий медично-транспортний літак C-295 направлено за пораненими українцями.[24]
- 16.10.22 стало відомо що спеціалізовані заклади Нідерландів візьмуть на реабілітацію військових Збройних Сил України.[25]
- 03.04.23 стало відомо що Хорватія прийме на лікування поранених українських військових.[26]
- 21.02.25 стало відомо що Японія розширила програму з лікування поранених українських військових і буде приймати на лікування поранених українських військових у ще одному госпіталі.[27]

### Двосторонні програми
| країна          | країна          | подробиці |
| --------------- | --------------- | --- |
| Україна         | Франція         | 22.04.22 стало відомо що Франція розпочне навчання українських військових на САУ CAESAR                                                                                         |
| Німеччина       | Німеччина       | 11.05.22 розпочалися навчання українських військових у Німеччині на САУ PanzerHaubitze 2000, всього 18 екіпажів                                                                 |
| Україна         | Колумбія        | 23.05.22 стало відомо про відправлення з Колумбії команди саперів для навчання українських військовослужбовців розміновуванню                                                   |
| Німеччина       | Німеччина       | 22.06.22 стало відомо про початок навчання українських військових у Німеччині на РСЗВ Mars II                                                                                   |
| Велика Британія | Велика Британія | 01.07.22 було опубліковане перше відео навчання українських бійців у Великій Британії на РСЗВ M270                                                                              |
| Німеччина       | Німеччина       | 17.07.22 стало відомо про початок навчання українських військових у Німеччині на зенітних самохідних установках Flakpanzer Gepard                                               |
| Німеччина       | США             | 19.07.22 стало відомо що до Німеччини відправлено 140 американських бійців Національнії Гвардії для тренування військових України                                               |
| Швейцарія       | Швейцарія       | 27.07.22 стало відомо про те що Швейцарія навчатиме українських саперів — Женевський міжнародний центр гуманітарного розмінування прийматиме на навчання саперів з України      |
| Велика Британія | Велика Британія | 01.08.22 стало відомо про майбутню передачу Великою Британією двох протимінних кораблів типу Sandown та навчання українських екіпажів                                           |
| Іспанія         | Іспанія         | 10.09.22 стало відомо що Іспанія почне приймати українських військових для тренування та навчання на своїй території                                                            |
| Данія           | Данія           | 14.09.22 стало відомо що Данія почне приймати українських військових для тренування та навчання на своїй території                                                              |
| Естонія         | Естонія         | 18.09.22 стало відомо що Естонія проводить навчання українських військових на гаубицях FH-70 на своїй території                                                                 |
| Франція         | Франція         | 16.10.22 міністр оборони Франції Себастьян Лекорню повідомив, що країна проведе навчання для 2 000 українських військових на своїй території                                    |
| Норвегія        | Норвегія        | 02.11.22 стало відомо що українські військовослужбовці завершують навчання у Норвегії на ЗРК NASAMS                                                                             |
| Україна         | Камбоджа        | 02.11.22 стало відомо про відправлення з Камбоджі у співпраці з Японією команди саперів для навчання українських військовослужбовців розміновуванню                             |
| Чехія           | Чехія           | 17.11.22 стало відомо що Чехія проведе навчання для 4 000 українських військових. Навчання базується на двосторонніх домовленостях між урядами Чехії та України                 |
| Литва           | Литва           | 22.11.22 стало відомо що Литва у 2023 році планує провести навчання ще для 1 500 українських військових                                                                         |
| Польща          | Канада          | 24.11.22 стало відомо що Канадські військові розпочали викладати навчальний курс для українських саперів у Польщі                                                               |
| Німеччина       | США             | 01.12.22 стало відомо що США розглядають значне розширення підготовки ЗСУ, навчання 2 500 українських військовослужбовців щомісяця на американській військовій базі в Німеччині |
| Норвегія        | Норвегія        | 02.12.22 стало відомо що у 2023 році українських військових тренуватимуть 150 норвезьких інструкторів                                                                           |
| США             | США             | станом на 22.12.22 у США до гаубиць M777 було підготовлено 870 українських військовослужбовців                                                                                  |
| США             | США             | станом на 22.12.22 у США до бронетранспортерів M113 було підготовлено 140 українських військовослужбовців                                                                       |
| США             | США             | станом на 22.12.22 у США до САУ M109 було підготовлено 310 українських військовослужбовців                                                                                      |
| США             | США             | станом на 22.12.22 у США до гаубиць M119 було підготовлено 500 українських військовослужбовців                                                                                  |
| США             | США             | станом на 22.12.22 у США до мінометів M120 було підготовлено 220 українських військовослужбовців                                                                                |
| США             | США             | станом на 22.12.22 у США до ракетної системи M142 HIMARS було підготовлено 610 українських військовослужбовців                                                                  |
| США             | США             | станом на 22.12.22 у США з іншими видами озброєння було підготовлено 450 українських військовослужбовців                                                                        |
| США             | США             | 09.01.23 стало відомо що США щомісяця навчатимуть 500 українських військовослужбовців на бойових машинах піхоти Bradley M2A2 ODS                                                |
| Камбоджа        | Україна         | 17.01.23 стало відомо про підготовку українських спеціалістів з розмінування у Камбоджі                                                                                         |
| Норвегія        | Україна         | 26.01.23 стало відомо що українські солдати вперше проходитимуть навчання у Норвегії                                                                                            |
| Німеччина       | Німеччина       | 02.02.23 стало відомо що розпочалися навчання українських військових у Німеччині на ЗРК MIM-104 Patriot                                                                         |
| Велика Британія | Велика Британія | 06.02.23 перша група українських військових прибула до Великої Британії, аби розпочати навчання на САУ AS-90                                                                    |
| Бельгія         | Бельгія         | 10.02.23 стало відомо що до Бельгії прибули українські військові, які опановуватимуть підводні дрони                                                                            |
| Велика Британія | Велика Британія | 15.05.23 стало відомо що Британія почне навчати українських пілотів |
| Швеція          | Швеція          | 16.06.23 стало відомо що Швеція почне навчати українських пілотів на літаках Saab JAS 39 Gripen                                                                                 |
| Данія           | Данія           | 05.07.23 стало відомо що Данія підготувала 100 українських артилеристів на САУ CAESAR                                                                                           |
| Німеччина       | Німеччина       | 02.12.23 стало відомо що у Німеччині підготували другу групу українських військових для роботи з системою протиповітряної оборони ЗРК MIM-104 Patriot                           |
| Литва           | Литва           | 22.12.23 стало відомо що Литва у 2023 році підготувала 2900 українських військових                                                                                              |

### У рамках британської програми з тренування українських військових
| країна          | країна          | подробиці |
| --------------- | --------------- | --- |
| Велика Британія | Велика Британія | 05.07.22 міністр оборони Великої Британії Бен Уоллес повідомив, що перша ротація українських військовослужбовців приступає військових тренувань (курси базової військової підготовки) |
| Велика Британія | Канада          | 04.08.22 було оголошено що Канада відновить військову тренувальну місію UNIFIER, направивши понад 200 інструкторів у Велику Британію для тренування українських військових            |
| Велика Британія | Швеція          | 07.08.22 стало відомо що Швеція приєднується до британської програми з тренування українських військових                                                                              |
| Велика Британія | Фінляндія       | 08.08.22 стало відомо що Фінляндія приєднується до британської програми з тренування українських військових                                                                           |
| Велика Британія | Данія           | 10.08.22 стало відомо що Данія приєднується до британської програми з тренування українських військових                                                                               |
| Велика Британія | Норвегія        | 12.08.22 стало відомо що Норвегія приєднується до британської програми з тренування українських військових                                                                            |
| Велика Британія | Нідерланди      | 12.08.22 стало відомо що Нідерланди приєднуються до британської програми з тренування українських військових                                                                          |
| Велика Британія | Нова Зеландія   | 15.08.22 стало відомо що Нова Зеландія відправить до Великої Британії 150 військовослужбовців, щоб допомогти у підготовці українських солдатів                                        |
| Велика Британія | Литва           | 25.08.22 стало відомо що Литва приєднається до міжнародної програми навчань військових ЗСУ на території Великої Британії                                                              |

### У рамках тренувальної місії EUMAM Ukraine
3 жовтня 2022 року стало відомо що Європейський Союз планує підготувати до 15 000 українських військових у рамках нової тренувальної місії, 13 листопада це число було збільшене до 50 000.
| країна            | країна    | подробиці |
| ----------------- | --------- | --- |
| Європейський Союз | Естонія   | 30.08.22 стало відомо що Естонія готова тренувати військових ЗСУ у межах майбутньої навчальної місії ЄС                                                                              |
| Європейський Союз | Німеччина | 16.10.22 стало відомо що командування збройних сил Німеччини прийме на навчання 5 000 українських бійців, у межах запланованої місії ЄС з підготовки українських військовослужбовців |
| Європейський Союз | Болгарія  | 10.11.22 стало відомо що Болгарія долучається до тренувальної місії ЄС для України                                                                                                   |
| Європейський Союз | Фінляндія | 15.11.22 стало відомо що Фінляндія долучається до тренувальної місії ЄС для України                                                                                                  |
| Європейський Союз | Латвія    | 15.11.22 стало відомо що Кіпр та Латвія у рамках навчальної місії Євросоюзу навчатимуть українських військових розмінуванню                                                          |
| Європейський Союз | Кіпр      | 15.11.22 стало відомо що Кіпр та Латвія у рамках навчальної місії Євросоюзу навчатимуть українських військових розмінуванню                                                          |
| Європейський Союз | Іспанія   | 16.11.22 стало відомо що Іспанія щорічно навчатиме 2 400 військових ЗСУ |
| Європейський Союз | Хорватія  | 24.11.22 уряд Хорватії направив парламенту проєкт рішення щодо участі хорватських військових у місії ЄС з навчання українських військових                                            |
| Європейський Союз | Словенія  | 29.11.22 стало відомо що Словенія долучиться до тренувальної місії ЄС для військових України                                                                                         |
| Європейський Союз | Польща    | 29.11.22 у Польщі розпочалися навчання у рамках місії |
| Європейський Союз | Чехія     | 30.11.22 нижня палата парламенту Чехії погодила навчання військових ЗСУ на території країни                                                                                          |
| Європейський Союз | Ірландія  | 21.08.23 стало відомо що Ірландія проведе збройну підготовку українських військових у рамках місії Спільної політики безпеки та оборони ЄС                                           |

### Підготовка екіпажів F-16
24 січня 2024 року стало відомо що Канада найняла компанію Top Aces для навчання українських льотчиків на винищувачах F-16.
| країна  | подробиці |
| ------- | --- |
| Румунія | 06.07.23 стало відомо що у Румунії створять регіональний центр для навчання на винищувачах F-16, на який також допустять українських льотчиків |
| Данія   | 21.08.23 стало відомо що у Данії на винищувачах F-16 навчаються 70 українських військових, серед них – льотчики та наземний персонал           |
| Франція | 03.09.23 стало відомо що Франція буде тренувати українських військових пілотів                                                                 |
| Бельгія | 15.09.23 стало відомо що Бельгія надасть свої F-16 для навчання українських пілотів                                                            |

## Ремонт та модернізація української військової техніки за кордоном
- 17.04.22 стало відомо про ремонт української військової техніки на підприємствах Словаччини, 19.04.22 — Чехії.[85][86]
- 04.05.22 парламент Болгарії ухвалив рішення щодо ремонту української бойової техніки на своїх заводах.[87]
- 15.09.22 стало відомо що Литва ремонтуватиме самохідні артилерійські установки Panzerhaubitze 2000 для українських сил.[88]
- 26.11.22 стало відомо що США розгорнули в Польщі ремонтну базу для української артилерії.[89]
- 12.12.22 у Словаччині неподалік українського кордону бригади німецького концерну Krauss-Maffei Wegmann почали ремонтувати важку військову техніку з України.[90]
- 12.12.22 стало відомо що Чехія працевлаштує тисячі фахівців з України на своїх оборонних підприємствах для нарощування виробництва зброї.[91]
- 29.01.23 стало відомо що Польща розгорнула масштабну ремонтну операцію, спрямовану на повернення на поле бою пошкодженої української артилерії та бронетехніки.[92]
- 08.02.23 стало відомо що державний концерн Укроборонпром розпочав з компанією VOP CZ спільне виробництво, ремонт та розробку броньованої техніки, а також створення ланцюгів постачання деталей та виробів.[93]
- 03.04.23 стало відомо що Німецький Rheinmetall будує в Румунії центр для ремонту озброєння з України.[94]
- 09.04.23 стало відомо що державний концерн «Укроборонпром» та найбільший виробник бронетехніки у Польщі «Polska Grupa Zbrojeniowa» спільно здійснюватимуть капітальний ремонт танків Т-64.[95]
- 21.04.23 стало відомо що у Польщі створять центр технічного обслуговування танків Leopard 2 армії України.[96]
- 12.05.23 Укроборонпром і Rheinmetall створили спільне підприємство в Україні для обслуговування військової техніки і виробництва танків.[97]
- 06.06.23 стало відомо що військовий ремонтний завод у Новоїчині (Чехія) незабаром розпочне ремонт українських танків Т-64.[98]
- 13.07.23 стало відомо що Британська компанія Babcock International ремонтуватиме та підтримуватиме британську техніку, передану до України.[99]
- 25.07.23 стало відомо що Литва схвалила трирічний план військової підтримки України який включає ремонт української військової техніки в Литві.[100]